# Begna (village)
Pour l’article homonyme, voir Begna.
Begna, ou Begna Bruk, est un village situé dans la commune de Sør-Aurdal, dans  le comté d'Innlandet, en Norvège. Il est situé dans la vallée de Begnadalen (en), sur la rive nord de la rivière Begna, à environ 30 kilomètres au sud-est du village de Bagn (en) qui est le centre de la commune de Sør-Aurdal. La route européenne 16 longe la rive sud de la rivière, et est accessible par un pont situé à proximité. Le village se trouve à environ 1 kilomètre au nord-ouest de la limite de la commune et  du comté, en bordure de la commune de Ringerike.
Dans le village se trouve une grande scierie qui est le plus grand site industriel du Valdres. La scierie vend pour environ 200 millions de couronnes de bois chaque année.  Sur la rive est de la rivière se trouve également Nordre Haugsrud, le plus grand domaine forestier de l'ouest de l'Uppland.